# Vesta
Pour les articles homonymes, voir Vesta (homonymie).
Vesta (prononciation latine : [ˈu̯ɛs̠t̪ä]) est la déesse du foyer du peuple romain, et, par extension, de la maison et de la famille dans la religion romaine. Sa présence était symbolisée par le feu sacré qui brûlait dans son foyer et ses temples.
L’importance de Vesta dans la religion romaine était telle que le culte qui lui était consacré à Rome était le seul à y disposer à temps plein d’un collège d’officiantes vierges, les Vestales, recrutées entre les âges de six à dix ans comme « prêtresses de feu éternel » pour maintenir la flamme du temple qui lui était dédié. La fête religieuse romaine de Vesta, observée du 7 au 16 juin, avait cours lors des Vestalia.

## Origine

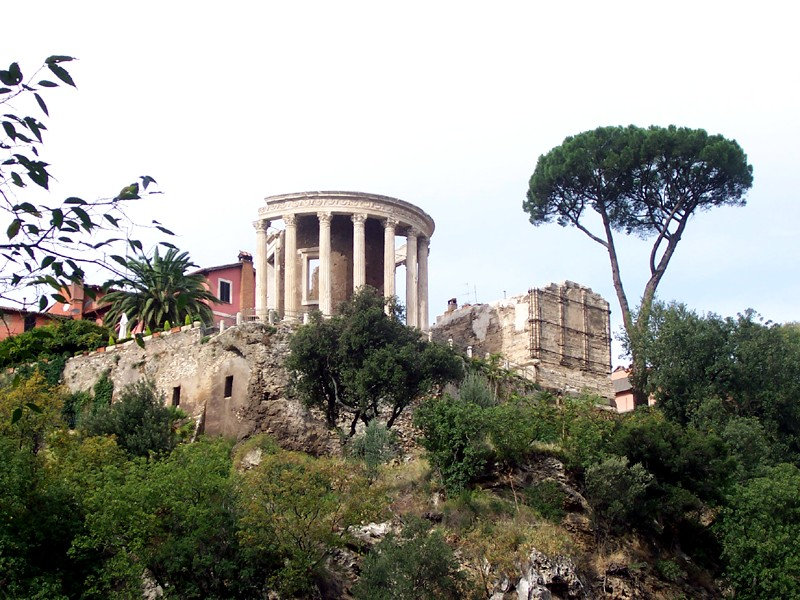
Le temple de Vesta à Tivoli.

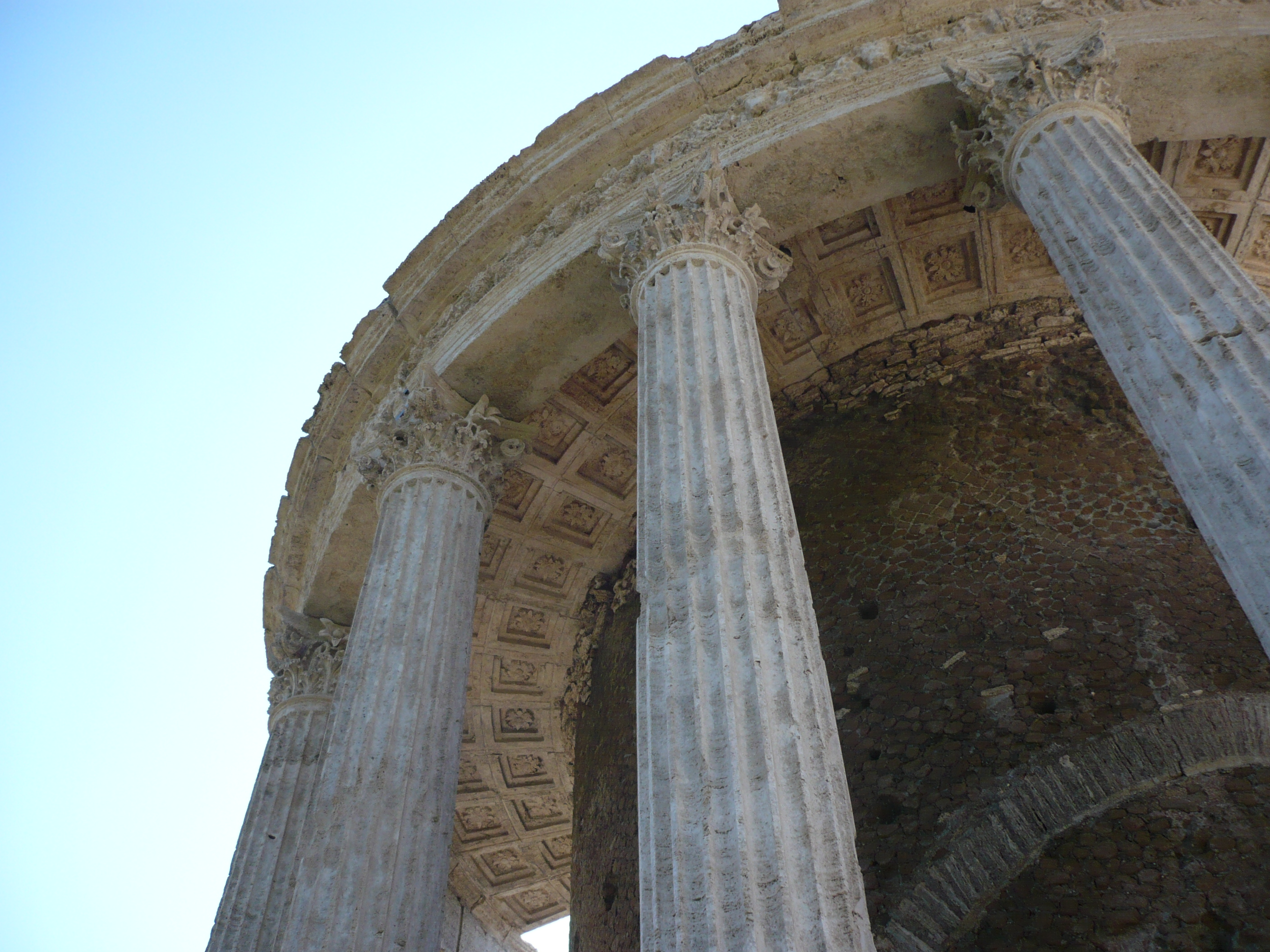
Image du temple dans lequel la flamme sacrée brûlait.

Il existe plusieurs divinités féminines du foyer dans le monde indo-européen. Il semble que les peuples indo-européens devenus sédentaires tels les Romains ou les Grecs aient préféré une déesse (du) foyer à un dieu (du) feu, le foyer étant une réalité quotidienne, saisissable et toujours bénéfique alors que le feu est ambigu et peut être redoutable.
Le culte de Vesta ne se limite pas à Rome et il est probable qu'il existait chez d'autres peuples italiques, notamment chez les Vestini à en juger par leur nom et chez les Ombriens. Le verbe ombrien vestikā- « faire des libations » évoque les monnaies romaines de Vesta versant la libation. Ces parallèles italiques rendent improbable un emprunt à la Grèce même si cette idée est partagée par plusieurs auteurs romains (Cicéron, Servius). Rien n'atteste l'existence d'un doublet *westā en Grèce.
Néanmoins, le fait que Vesta n'ait originellement aucune place dans le culte du foyer familial suggère un culte emprunté : celui du foyer du roi sabin Numa qui serait devenu le culte du foyer public. De plus, il semble avoir existé un feu perpétuel antérieur, celui de Caca. Ceci explique comment Romulus et Rémus ont pu naître d'une Vestale alors que le collège des Vestales romaines a été institué par Numa.
Selon l'Énéide, elle était honorée à Troie, longtemps avant la ruine de cette ville, et ce fut Énée qui, croit-on, apporta en Italie son culte et son symbole : il l’avait parmi ses dieux pénates.
Plusieurs auteurs romains rapportent que son culte aurait été amené d’Albe à Rome par la mère de son fondateur, Rhéa Silvia. Selon la tradition, c’est le fils de Romulus, Numa Pompilius qui, en signe de gratitude à la déesse, établit, à Rome, son culte qui a duré jusqu’à la fin du paganisme, en y faisant bâtir un temple circulaire.

## Parenté
Fille de Saturne et Ops et sœur de Jupiter, Neptune, Pluton, Junon et Cérès, son plus proche équivalent dans la mythologie grecque est Hestia, mot qui désigne le « foyer de la maison », bien que le culte romain ait pris plus d’importance. Selon certains mythes concernant la fondation de Rome, Vesta parait avoir intercédé en faveur de Rhéa Silvia, violée par Mars pendant qu’elle dormait, et enceinte des jumeaux Romulus et Rémus.
Il importe de ne pas confondre la vierge Vesta, déesse du feu ou le feu lui-même, avec l’antique Vesta, c’est-à-dire Titéia ou Gaïa (la déesse Terre), même si, chez les poètes, ces deux divinités paraissent souvent être confondues.

## Culte et rituels
Sous sa dénomination bien attestée de Vesta P(opuli) R(omani) Quiritium, elle préside au foyer national. Cicéron précise que son culte est célébré « dans l'intérêt du peuple romain, des Quirites ». Sa place essentielle pour l'État explique l'emplacement de l’aedes Vestae et de l’atrium Vestae à proximité de la Regia de Numa. 
Son culte consistait principalement à entretenir le feu qui lui était consacré et à prendre garde qu’il ne s’éteigne jamais.
C'est au milieu de son temple dont l'accès était interdit à tous, sauf aux Vestales et au Grand Pontife, que l'on entretenait le feu sacré avec d'autant plus de vigilance qu’il était regardé comme le reflet du feu central de la Terre. Si ce feu venait à s’éteindre, la vestale était frappée de verges par le pontife et on rallumait le feu en frottant deux morceaux de bois pris à un arbre de bon augure (arbor felix) – probablement un chêne –, alors qu’en Grèce, on ne devait le rallumer qu’aux rayons du soleil, au moyen d’une sorte de miroir. Même non éteint, le feu était renouvelé tous les ans, le premier jour de mars. Le vestibule, où, autrefois se trouvait le foyer (mais cette explication et cette étymologie est discutée), tire sans doute son nom de Vesta, qui, dans les sacrifices, était toujours invoquée la dernière.

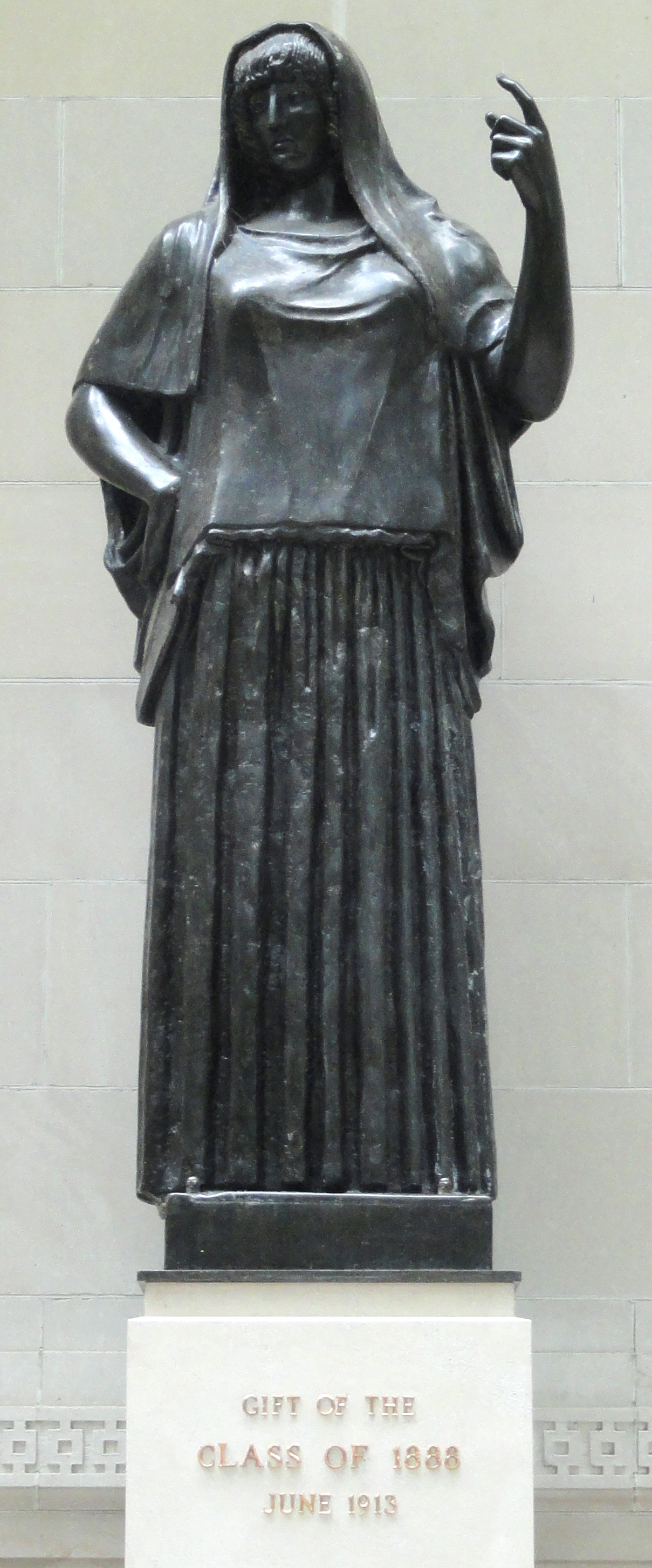
Vesta.

Chaque ville avait sa Vesta et ses Pénates ; et chaque colonie allumait le feu de sa Vesta au foyer de la métropole. C’est ainsi que Rome honora spécialement la Vesta et les Pénates d’Albe-la-Longue, puis, après la destruction d’Albe, ceux de Lavinium, considérés comme les Pénates mêmes de Troie, Sacra principia populi romani, c’est-à-dire les objets sacrés auxquels se rattachaient les origines de Rome et de toute la nation latine. Un temps vint, où Vesta, sans cesser de résider dans le feu, et non seulement dans celui du foyer national, mais encore dans les feux allumés sur l’autel de toute divinité, prit une figure humaine, et présida en personne au culte qu’on lui rendait dans son atrium, devenu son temple.
Un temple de Vesta construit à Tibur au Ier siècle av. J.-C., est toujours présent à Tivoli.
Vesta est la déesse protectrice du foyer domestique, des familles, des villes, des colonies, de la sérénité religieuse et du feu. Déesse du foyer, elle est le symbole de la pureté, honneur de la vie familiale ; ternir cette pureté, c’est offenser Vesta et s’exposer à sa juste colère.

## Représentation
Vouée au rituel, Vesta n'est pas ou n'est plus représentée à date ancienne. Elle n'avait d'autre image ou d'autre symbole que le feu sacré. Ovide dit que Vesta n’est rien d’autre que la flamme vive. Mais, elle est représentée par la suite notamment sur les monnaies.
Lorsqu’elle était représentée, c’était en habit de matrone, vêtue de la stola, tenant de la main droite un flambeau ou une lampe, ou une patère, vase à deux anses, appelé capeduncula, quelquefois aussi un palladium ou une petite Victoire. Parfois, au lieu de la patère, elle tient une haste, javelot sans fer, ou une corne d’abondance. Sur les médailles et les monuments, les titres qu’on lui donne sont Vesta la sainte, l’éternelle, l’heureuse, l’ancienne, Vesta la mère, etc.
Comme son homologue Hestia qui appartient à la première génération divine, Vesta est une vieille déesse « aux cheveux blancs »

## Nature et attributs
Ses attributs sont le feu sacré et la corne d'abondance.

### Vierge mère?

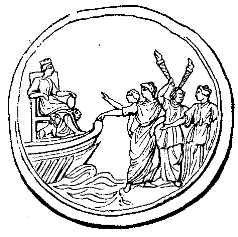
Vesta Mater.

Vesta a pour trait commun avec Hestia la chasteté, mais la virginité est propre à cette dernière. A Rome, la virginité ne vaut que pour les desservantes du culte, les Vestales, alors que Vesta n'est qualifiée de vierge que tardivement par assimilation à Hestia, et sur le modèle des Vestales. En effet, cette prétendue virginité se concilie mal avec le qualificatif de « mère » qui est attribué à Vesta et qui est confirmé par l'iconographie. De plus, la présence d'un phallus dans l'aedes Vestae constitue une difficulté supplémentaire. Enfin, Vesta a pour attribut l'âne qui est l'animal de Priape et des satyres.
La comparaison avec le monde indien permet de comprendre que le feu a été conçu anciennement comme fils de mères et nourrices virginales. Ce sont ces figures qui expliquent la virginité d'Hestia et le fait que des jeunes filles sont affectées à l'entretien du feu perpétuel de Vesta.

### Phallus
Le membre viril (fascinus) dont la représentation était conservée au temple de Vesta est un symbole du Feu divin. Il représente la tarière servant à produire le feu dans le foyer du foret à feu.
Cette présence du Feu divin explique l'obligation de chasteté faite aux Vestales. Le Feu est décrit comme un mari jaloux, car mères et nourrices du Feu, elles en sont également les épouses. Il en est de même pour Hestia et Vesta qui ne sont pas des Feux divins mais les épouses d'un ancien dieu Feu disparu.

## Vesta et les cultes domestiques
Vesta n'incarne pas le foyer focus en général ni aucun autre foyer que le « foyer de la Ville ». Les divinités du foyer domestique sont les Lares, les Pénates et le Génie du maître de maison. Le nom latin du vestibule n'atteste pas une Vesta domestique. D'ailleurs, le foyer ne se trouvait pas dans cette pièce. Contrairement à Hestia, son théonyme est seulement un nom propre>.
Vesta était particulièrement importante pour les femmes car le foyer était l’endroit où l’on préparait à manger, et le repas était consommé tandis que des offrandes étaient jetées dans le feu pour prédire grâce à la façon dont il brulait[réf. nécessaire]. L’importance de Vesta et du foyer à l’époque romaine subsiste dans la langue moderne, à travers les divers usages, à la fois scientifiques et métaphoriques, du terme foyer (focus en latin).

## Vesta hors de Rome
Le culte de Vesta est attesté à Bovillae, Lavinium et Tibur. Bovillae accueillait les (Albanae Longanae Bovillenses), censées continuer les vestales albaines. Lavinium avait les vestales des Laurentes Lavinates. Ces deux ordres s’enracinaient dans la plus ancienne des traditions antérieure à Rome. L’épigraphie atteste que Tibur disposait également de ses propres vestales.
Des vestales furent peut-être présentes dans le sanctuaire de Diana Nemorensis près d’Aricia.

## Vestalia

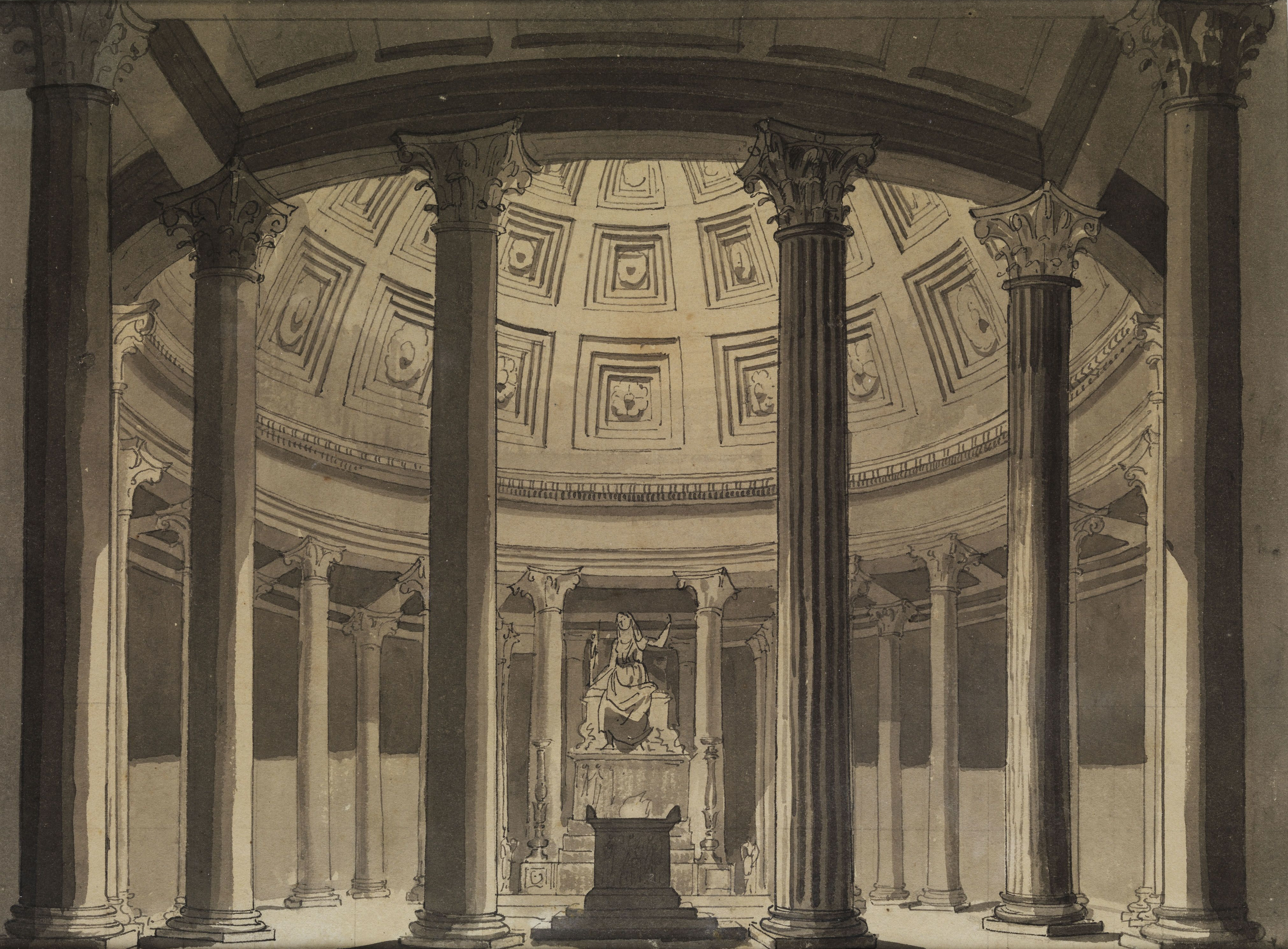
Intérieur du temple de Vesta.

Vesta était célébrée pendant les Vestalies ou Vestalia, période, à Rome, du 7 au 15 juin, durant laquelle le temple de Vesta était ouvert aux matrones. Le premier jour, on ouvrait le penus Vestae, sanctuaire du temple de la déesse habituellement caché par des rideaux. Tant que le rideau restait ouvert, les matrones pouvaient venir, pieds nus et échevelées, déposer des offrandes à la déesse en échange de sa bénédiction pour elles et leur famille. Ces offrandes incluaient le sacrifice d’un fœtus de veau retiré du ventre de sa mère. Le 15, jour noté QSDF (quando stercum delatum fas), le penus Vestae était refermé et l’affliction remplaçait l’allégresse ; la Flaminica Dialis observait le deuil, et le temple faisait l’objet d’une purification appelée stercoratio : les immondices étaient balayés du temple pour les transporter ensuite, par la voie dite clivus Capitolinus et les jeter dans le Tibre.

## Les vestales

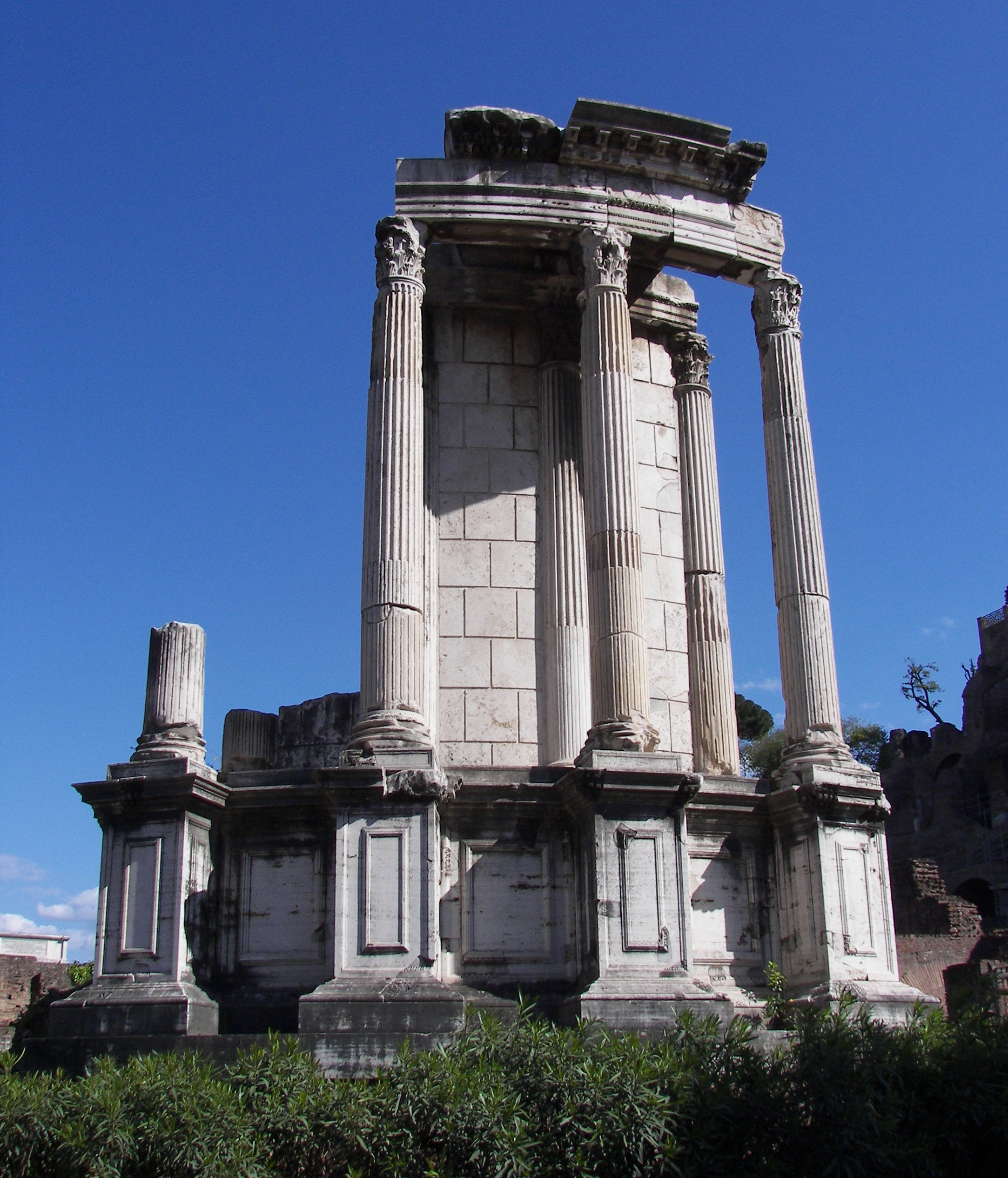
Le temple de Vesta à Rome.

Chez les Romains, le feu sacré de Vesta était gardé et entretenu par des prêtresses vierges, les vestales. Elles étaient choisies dans les plus grandes familles de Rome, à l’âge de six à dix ans. Elles restaient au service de la déesse pendant une durée de trente ans. Elles rentraient ensuite au sein de la société romaine, avec la permission de se marier. Mais, durant leur sacerdoce, les Vestales qui laissaient le feu s’éteindre étaient sévèrement et même cruellement punies : celle qui violait ses vœux de virginité était mise à mort, emmurée dans un tombeau ou entre deux murs.
En compensation de toutes ces rigueurs, les Vestales étaient l’objet d’un respect universel : comme les hauts dignitaires, elles étaient précédées d’un licteur, ne dépendaient que du pontifex maximus ; elles étaient appelées souvent pour apaiser les dissensions dans les familles : on leur confiait les secrets des particuliers et quelquefois ceux de l’État. C’est entre leurs mains qu’étaient déposés les testaments. Les vestales avaient un pouvoir tel que, lorsqu’elles croisaient un condamné à mort, celui-ci était libéré. 
Elles avaient la tête ceinte de bandelettes de laine blanche, qui leur retombaient gracieusement sur les épaules et de chaque côté de la poitrine. Leurs vêtements étaient d’une grande simplicité, mais non dépourvus d’élégance. Par-dessus une robe blanche elles portaient une sorte de rochet de la même couleur. Leur manteau, qui était de pourpre, leur cachait une épaule et laissait l’autre demi-nue. Primitivement elles se coupaient les cheveux, mais plus tard elles portèrent toute leur chevelure. Quand le luxe se fut répandu dans Rome, on les vit se promener en somptueuse litière, même dans un char magnifique, avec une nombreuse suite de femmes et d’esclaves.

## Dans la culture
Vesta fait partie des nombreux dieux cités dans la série de bande dessinée Astérix.
Vesta est le symbole officiel des agents immobiliers en France, proposé par la Fédération nationale de l'immobilier.